# Closterothrix bosei
Closterothrix bosei är en fjärilsart som beskrevs av Saalmüller 1880. Closterothrix bosei ingår i släktet Closterothrix och familjen ädelspinnare. Inga underarter finns listade i Catalogue of Life.